# مک ایر
مک ایر (به انگلیسی: Mack Air) یک شرکت هواپیمایی است. دفتر مرکزی مک ایر در ماون، بوتسوانا واقع شده‌است.